# René Dekkers
Pour les articles homonymes, voir Dekkers.
René Dekkers, né le 27 novembre 1909 à Anvers où il est mort le 22 octobre 1976, est un avocat et professeur de droit belge. 
Il dispense principalement le Droit romain, l'Histoire du droit et le Droit comparé. Il enseigne dans plusieurs universités telles que l'Université libre de Bruxelles, l'Université de Gand, l'Université de Lubumbashi ainsi qu'à la Vrije Universiteit Brussel. Il occupe également d'autres fonctions au sein de sa carrière comme celles de secrétaire du rectorat à l'Université libre de Bruxelles, doyen de la faculté de Philosophie et lettres à l'Université de Gand, doyen de la faculté de Droit à l'Université de Gand et recteur de l'Université de Lubumbashi. Il est l'auteur de La fiction juridique, étude de droit romain et de droit comparé, thèse réalisée sous la direction de Maximilien Philonenko en 1935.

## Biographie

### Origines et enfance
René Dekkers est issu d'une famille d'origine hollandaise. Son père a l'idée de venir en Belgique pour être le directeur de la société Holland America Line, société d'import-export entre le port d'Anvers et les États-Unis. Dekkers vit avec ses deux parents, ses frères Robert et Louis (ce dernier décédé d'une hépatite à l'âge de vingt ans) et ses sœurs Anita et Olga. 

### Études
René Dekkers effectue ses études secondaires à l'Athénée royale d'Anvers. Au sein de cette école se trouvent également Chaim Perelman et Henri Buch avec qui il fonde la section juridique du centre national de recherche de Logique et avec qui il crée le Centre Perelman de philosophie du droit. Par la suite, il étudie à l'Université Libre de Bruxelles entre 1927 et 1930, où il finit par être docteur en droit avec la plus grande distinction. En juillet 1933, il est licencié en Droit maritime. Il s'agit d'une licence spéciale qui était accessible uniquement aux doctorants en droit et qui a vu le jour en 1922.
En novembre 1935, il est agréé de l'enseignement supérieur en droit romain et en droit comparé. Sa thèse se nomme : « La fiction juridique, étude de droit romain et de droit comparé ». Elle est réalisée en 1935 sous la direction de Maximilien Philonenko. 

### Vie privée
En 1933, René Dekkers se marie à Yetty D'Ieteren. Elle est née à Ixelles le 23 octobre 1909 et est décédée le 19 octobre 2009 à Lasne. Elle est issue de la famille « D'Ieteren ». Elle fait des études de droit et obtient son diplôme par la suite. C'est à l'Université Libre de Bruxelles qu'a lieu leur rencontre, dans le cadre de leur cursus juridique.
René Dekkers a deux enfants, Daniel et Monique Dekkers. Daniel a travaillé au CERN après avoir fait des études d'ingénieur civil. Monique, elle, a étudié la psychologie à l'Université Libre de Bruxelles.

### Carrière
En 1932, il commence sa carrière académique à l'Université libre de Bruxelles. Par la suite, en 1945, il enseigne également à l'Université de Gand. Entre 1965 et 1970, il enseigne à l'Université de Lubumbashi. Enfin, il est également professeur à la VUB, dès sa création en 1969. 
En 1941, Dekkers est secrétaire du rectorat de l'Université libre de Bruxelles durant l'occupation. Entre 1948 et 1949 il est doyen de la Faculté de Philosophies et lettres à l'Université de Gand. Entre 1958 et 1966 il est doyen de la Faculté de Droit à l'Université de Gand et entre 1966 et 1970 il est recteur de l'Université de Lubumbashi.

## Centres de recherches
Il est membre des Centres suivants : 
- Président du Centre Belge de Droit romain ;
- Président et puis directeur du Centre René Marcq ;
- Membre de l'Institut de sociologie Solvay ;
- Membre du conseil d’administration du Centre Interuniversitaire de droit comparé ;
- Directeur du Centre d’étude des pays de l'Est à Bruxelles ;
- Président de l'association de droit comparé de la Belgique et des Pays-Bas ;
- Directeur du Centre National d’études des États orientaux.

## Distinctions
- 1939 : Prix Lucien Campion[réf. nécessaire]
- 1946 : Médaille Théodore Verhaegen[7]
- 1947 : Prix en tant que Membre de Maatschappij der nederlandse letterkunde[réf. nécessaire]
- 1948 : Prix en tant que membre de l’Académie royale de langue et littérature néerlandaise (KANTL) (Koninklijke Academie voor Nederlandse Taal- en Letterkunde)[réf. nécessaire]
- 1954 : Prix en tant que Membre de la Société des arts et des sciences d'Utrecht (Provinciaal Utrechts Genootschap van Kunsten en Wetenschappen)[réf. nécessaire]
- 1969 : Doctorat d'honneur de l'Université de Groningue[réf. nécessaire]
- 1976 : Doctorat d'honneur de l' Université de Lubumbashi[réf. nécessaire]

## Ouvrages
René Dekkers contribue largement à la rédaction du Traité élémentaire de droit civil belge de Henri De Page, dont il co-signe certains volumes et achèvera la rédaction de la seconde édition après la mort de son auteur. Après la guerre, il se consacre au droit comparé en s'intéressant surtout au droit des pays communistes, spécialement l'URSS, la Chine et l'Europe de l'Est. En 1951, il publie Bibliotheca Belgica juridica. Il publie par la suite, en 1953, son livre majeur Le droit privé des peuples. La même année, il co-fonde, avec ses amis d'enfance Chaïm Perelman et Henri Buch, la section juridique du CNRL qui servira de creuset aux travaux et publications de l'École de Bruxelles sur les outils du raisonnement juridique. Parmi ceux-ci, la fiction à laquelle Dekkers avait consacré sa thèse de doctorat. En 1956, il publie Lettres de Chine et finira par publier, en 1965, Introduction au droit de l'Union soviétique et des Républiques populaires.